# Juan Barter
Juan Barter (Mequinenza, 1648 – Barcelona, 1706) fue un compositor y maestro de capilla español.
Fue maestro de capilla y organista en Lérida y en la catedral de Barcelona, cargo que obtuvo en 1682 y ocupó hasta su jubilación en 1696, cuando fue sustituido por Francisco Valls. Barter potenció la labor docente de la escolanía de la catedral. También intentó mejorar la calidad y la cantidad de los efectivos de la capilla de música contratando nuevos cantores. En el claustro de la catedral se conserva su tumba.
Entre su producción musical conservada se encuentra, básicamente, música religiosa y música sacra.

## Biografía

### Niñez y juventud en Lérida
Ya de niño, en el año 1661, ingresó en la escolanía de la catedral de Lérida. Se formó como cantor de capilla bajo las manos del profesor Juan Merino, maestro de capilla de la catedral leridana a finales del siglo. Su hermano Pere Barter, también ingresó de cantor en la escolanía de la catedral. Se conoce que Juan Barter también tuvo un sobrino llamado Pere Soro Barter que también jugó un papel muy importante en la catedral de Barcelona.
Durante su juventud, el 5 de enero de 1664, Juan ganó una importante gratificación económica por los servicios musicales ofrecidos a la capilla de Lérida. Aunque al poco tiempo sufrió problemas de voz, por lo que tuvo que dejar sus clases de canto. Cuatro años después, el 7 de septiembre de 1668, tras ganar su maestro cantor Juan Merino el magisterio de la Catedral de Orense decidió nombrar a Juan Barter como maestro de capilla de la catedral de leridana. Cuando ya fue nombrado maestro de capilla, compuso música religiosa como misas, salmos y villancicos. También compuso música en romance, que se puede observar en villancicos como “A la flor que nace del alba” o “Al amor que galán hermosea”. Además durante esta etapa de su vida, fue cuando compuso una de sus obras más destacadas de su recorrido musical “Misa a seis voces y bajo continuo”. Cuando tenía veintidós años, le publicaron “Letras de los villancicos que se cantaron en la noche de Navidad en la catedral leridana”. En 1671, Raphael Figueró publicaba los “Villancicos que se cantaron la noche de Navidad en la Santa Iglesia de Lérida” siendo ya Maestro de Capilla el Racionero Juan Barter. Ya en 1677, seis años después, fue publicada otra de sus obras más relevantes en su carrera musical “Sosiegos del ocio indigno” con texto de autor anónimo.

### Etapa en Barcelona
Cuando muere Luis Vicente Gargallo, maestro de capilla de la catedral de Barcelona, se produce la selección para la vacante del nuevo maestro de esta catedral. Barter se presenta como aspirante junto con otros candidatos como Felipe Olivella (maestro de capilla del Palacio de la condesa de Barcelona) y Josep Pujolar (maestro de capilla de la Seo de Urgel). Para conseguir la plaza, Barter presentó la composición que realizó durante este tiempo que fue el salmo a 12 de 7º tono. Finalmente fue el propio Barter el seleccionado el 13 de julio de 1682 para ser el nuevo maestro de capilla de la catedral de Barcelona . Por lo que tuvo que abandonar su plaza como maestro de capilla en Lérida. El mismo día que fue nombrado como nuevo maestro de la catedral barcelonesa, se le concedió una licencia para ir a Lérida a despedirse de sus conocidos de la Seo Vieja y también poder recoger sus propiedades.
Una de sus obras más destacadas es “El Magnificat a 8 voces y Bajo continuo”, pieza muy relevante entre sus obras por reflejar el vanguardismo musical de su época. Esta obra está compuesta a ocho voces, la cual no es fácil de interpretar ya que no era común que estuvieran dichas piezas formadas hasta ocho voces.
A  partir de 1685 hasta 1696, compuso una gran cantidad de villancicos como: “Villancicos que se cantaron en la santa Catedral Iglesia de Barcelona en el Reverendo, Obsequioso y Sacro Culto” y su “Octavario, dedicó a la Purísima e Inmaculada Concepción de N.S”, “Villancicos que se cantaron en el Religiosissimo Convento de San Josef, Orden de Carmelitos”, “Villancicos que se cantaron en la Iglesia del real Convento de Santa Eulalia de la Real y Militar Orden de N.S. de la Merced”.
Por otro lado, se preocupó mucho por los cantores que había, por lo que les concedió una gran relevancia en la catedral y les proporcionó también una excelente educación musical. Asimismo tuvo que participar en los tribunales de oposiciones en la catedral de Lérida en el año 1686 y también en la de Gerona en 1688. En Lérida se pretendía cubrir la plaza de Miguel Conejos de Egüés, que había sido maestro de capilla de Lérida durante los años entre 1684 y 1686. Al no encontrar el candidato idóneo para su sustitución, decidieron pedir la ayuda del maestro Barter, el cual propuso a Miguel de Ambiela. Mientras que en Gerona, tras la muerte del que era por entonces el maestro de capilla de la catedral de Gerona, Francisco Soler, fue elegido José Gas.
Cabe destacar, que se conserva una gran parte de la obra de Juan Barter.  Se conservan en diversos pueblos y ciudades catalanas como en el archivo de Lérida, Cervera, Segarra, la Biblioteca de Cataluña, la iglesia de Santa María de Verdú y en Canet de Mar como la obra encontrada “Ruy señor clarin del albor” (otra de sus obras más relevantes). En toda su obra mostraba originalidad, personalidad, dominio de las técnicas que se utilizaban durante el "último barroco" como el “stile antico” y el “stile moderno” y las complejidades rítmicas barrocas. Prácticamente todas sus obras se han interpretado en iglesias.
Finalmente, el 7 de diciembre de 1696, Juan Barter pidió al Cabildo barcelonés la jubilación. Diez días después le fue aceptada su solicitud y su cargo fue sucedido a Francisco Valls, el cual era maestro de capilla en la basílica barcelonesa de Santa María del Mar. Barter murió en 1706, diez años después de su jubilación en Barcelona y fue sepultado en el claustro de la catedral de Barcelona.